# 淺間山
淺間山（日语：／ Asama-yama）是位于日本群馬縣吾妻郡嬬戀村與長野縣北佐久郡輕井澤町及御代田町接壤處的一個安山岩質複合火山。標高2,568公尺，是世界知名的一個活火山。

## 概要
自數十萬年前就與周邊火山不斷活動，與周邊火山烏帽子岳等三座火山體合稱淺間連峰或淺間烏帽子火山群。在歷經多次噴火與山體崩塌後形成現在的樣貌。大規模山體崩塌與噴發帶來的土石甚至遠至群馬縣前橋市的台地上。現在仍有噴發活動的是前掛火山。仍在噴煙的山頂火口周邊是多重破火山口，內側外輪山西側是前掛山。北側破火山口因熔岩流崩塌，並形成奇特的「鬼押出岩」。外側外輪山有黑斑山、牙山、劍峰等。氣象廳將本山列為「100年活動度或1萬年活動度特高活火山」，活火山等級A。
1949年（昭和24年）9月7日，山域被指定為上信越高原國立公園。2007年選為日本地質百選。現為日本百名山及花之百名山之一。

## 火山活動

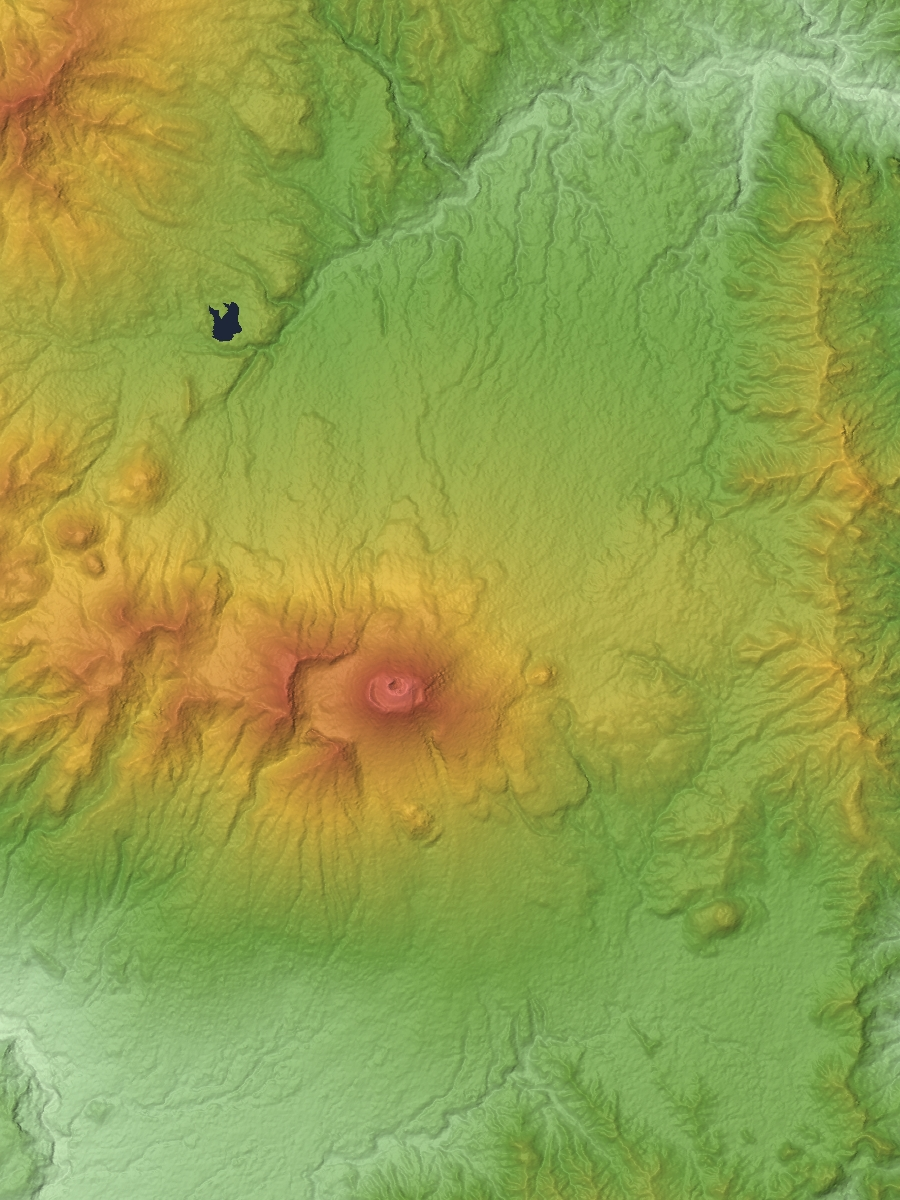
淺間火山火山體地形圖

### 淺間山活動史
依據噴發口的位置與熔岩性質可分為三類。
黑斑期（約13-約2.6萬年前）
玄武岩質安山岩及安山岩熔岩。現在的黑斑山是開口向東的馬蹄形破火山口。該馬蹄形破火山口是在約2.8萬年前的塚原、鹽澤、應桑岩屑崩塌發生所形成。山體崩塌的體積推測達4 km3、破火山口形成以前是中心火山筒在現在湯之平附近、高約2,800-2,900公尺的富士山型成層火山。當時的泥流痕跡可在前橋台地與淺間山周邊的泥流丘確認。另外，該泥流也在南輕井澤堵住湯川形成湖泊（南輕井澤湖成層）。這段期間的熔岩流有牙溶岩群、劍峰溶岩群、三尾根溶岩群等，火山灰有北關東壤土層的板鼻褐色輕石層群（BP・F）。約8萬年前至約7萬年前之間，以及約4萬年前至約3萬年前之間是火山休止期。
佛岩期（約2.6-約1.3萬年前）
從南方望向淺間山的山體右側膨大處即為佛岩火山。黑斑山山體崩塌後開始活動，最盛期的山體高度超越海拔2,000公尺。由於反覆噴出富有黏性的紫蘇輝石、角閃石英安岩質及流紋岩質的熔岩流而形成和緩的火山體。鄰接輕井澤的離山是佛岩期最早期的約2.6萬年前噴發所形成之火山穹丘。此外，白糸瀑布的水源來自湖成層上堆積的佛岩期輕石層。群馬県前橋市岩神稻荷神社的「岩神之飛石」推測是約2萬4千年前的崩塌泥流所形成。
約1.6萬年前發生的淺間火山最大規模噴發形成了北關東壤土層板鼻黃色輕石層（YP）、小諸第一火山碎屑流、多彩火山灰、淺間草津火山噴發碎屑等（合計噴發量4.38 DRE km3）。萬座鹿澤口周邊可見的米色土壤便是當時的噴發物。該次噴發也形成了破火山口。另外，當時噴發物總量達10.95km3、VEI6，高於1991年皮納圖博火山噴發物總量(10km3）。
前掛期（約1.3萬年前-現在）
安山岩質複成火山，佛岩火山活動結束後，黑斑山與佛岩火山中間的淺間前掛火山（狹義的淺間火山）開始噴發。目前已確認出13層的輕石層，大規模噴發間隔約700 - 800年。較為著名的大規模噴發出現在4世紀、1108年、1783年。1108年的噴發規模（噴發物總量1.55DRE=3.875km3）是1783年噴發（噴發物總量0.73km3）的5倍，並在山頂形成小規模破火山口地形。現在活動較為平穩，但未有減少跡象。
史書的噴發紀錄如下（粗體為有損害紀錄）。
- 685年、1108年、1281?年、1427年?、1527-1528年、1532年、1582年?、1596年、1598年、1604年、1605年、1609年、1644-1645年、1647-1649年、1651-1652年、1653或1655-1659年、1669年、1704年、1706年、1708-1711年、1717-1718年、1720-1723年、1728-1729年、1732-1733年、1754年、1776-1777年、1783年（天明大喷发・鬼押出）、1803年、1815年、1869年、1875年、1879年、1889年、1894年、1899年、1900年、1901年、1902年、1904年、1907年、1908年?、1909年、1910年、1911-1914年、1916年、1917年、1919年、1920年、1921年、1922年、1927年、1928年、1929年、1930年、1931年、1932年、1934年、1935年、1936年、1937年、1938年、1939年、1940年、1941年、1942年、1944年、1945年、1946年、1947年、1951年、1952年、1953年、1954年、1955年、1958年、1959年、1961年、1965年、1972年、1973年、1982年、1983年、1990年、2004年、2008年、2009年、2015年、2019年

### 主要噴發記錄
- 685年（天武天皇14年3月：飛鳥時代）『日本書紀』記載白鳳地震（日语：白鳳地震）五個月後，信濃國（現長野縣）降下火山灰、草木枯萎。雖然認為是淺間山噴發[14]，但沒有具體記述，從風向來看也有可能是西方的新潟燒山與燒岳[15]。
- 1108年（嘉承3年、天仁元年：平安時代）：天仁大規模噴火。噴發地點為前掛山，推測噴發物達30億噸。火山爆發指數VEI5。噴發物擴散至上野國（現群馬縣）一帶。『中右記（日语：中右記）』的天仁元年9月5日文章中記錄40年前的治曆年間（1065年 - 1069年）開始有噴煙情形，同年7月21日突然大噴發。噴發物擴散至上野國一帶，農田遭到掩埋[16]。豪族將重建開發的農田私有化，推動了上野國的莊園化。長野縣側的火山碎屑流（追分火碎流）則流出約15公里至湯川（日语：湯川 (北佐久郡)）、小諸市石峠一帶。最近有研究指出淺間山的噴發可能影響了歐洲12世紀初的異常氣象，導致作物歉收及飢荒[17]

- 1128年（大治3年）：大規模噴發，噴發地點為前掛山。火山爆發指數VEI4。
- 1532年（享祿4年）：噴發地點在山頂。火山口周邊8公里內可見直徑25公尺以上的噴發巨石「七尋石(ななひろいし)」。火山爆發指數VEI2。
- 1582年（天正10年）：『多聞院日記（日语：多聞院日記）』『晴豐公記』『日本史（日语：フロイス日本史）』等記載淺間山在2月11日噴發，其規模遠至京都都能觀測到[18]。
- 1721年（享保6年）：噴發造成登山者15名死亡、1名重傷。火山爆發指數VEI1。

淺間山的天明大喷发

- 1783年8月5日（天明3年7月8日）：天明大喷发。噴發物總量4.5×108m3、火山爆發指數VEI4。
- 1938年（昭和13年）6月7日：降灰。噴發物總量2×105m3、9月26日13時43分噴煙高8,200公尺。火山爆發指數VEI1.3。
- 1947年（昭和22年）8月14日：噴煙高12,000公尺，造成11人死亡。火山爆發指數VEI1。
- 1950年（昭和25年）9月23日上午4時37分大噴發。一名登山高中生死亡。降灰範圍遠至茨城縣、埼玉縣、東京都。噴發聲響遠至名古屋市。[19]現在群馬縣側山頂火口有本次噴發的巨大岩石「千噸岩」。
- 1958年（昭和33年）11月10日：下午10時50分，噴煙高7,000 - 8,000公尺。噴發物總量3.6×105m3、火山爆發指數VEI1。
- 1973年（昭和48年）2月1日：噴發，形成小規模火山碎屑流。約一個月前開始觀測到火山性地震（1月13日、14日總計超過150次），至5月24日為止共噴發87次[20]。火山爆發指數VEI2。
- 1983年（昭和58年）4月8日：噴發，降灰遠至福島縣太平洋岸。火山爆發指數VEI0.9。
- 2004年（平成16年）9月1日：20時20分噴發。9月14日 - 18日及9月23日皆有中規模噴發[21]。11月14日以後噴發停止[22]。火山爆發指數VEI1。
- 2008年（平成20年）8月10日：小規模噴發[23]。
- 2009年（平成21年）2月2日：噴發。關東平原有大範圍達10g/m2 - 50g/m2的降灰。[24]火山爆發指數VEI1。
- 2015年（平成27年）
  - 06月16日：上午9時30分，小規模噴發。北方至東北方有微量降灰[25]。
  - 06月19日：17時小規模噴發[26]。
- 2019年（令和元年）
  - 08月07日22時08分小規模噴發。同日發布淺間山火口周邊警報（噴火警戒等級3（入山規制））[27]。
  - 08月25日19時28分噴發。

### 防災
依據過去的噴發事例製作了危害地圖。然而，從長野縣小諸市千曲川河畔的熔岩流痕跡，以及群馬縣側吾妻川大規模土石流遺跡，可見噴發影響範圍十分大。
火山噴火預知連絡會將其列為為了火山防災需要充實監視、觀測體制的火山。東京大學地震研究所等也進行365日24小時監控。

## 地理

### 淺間火山的地形

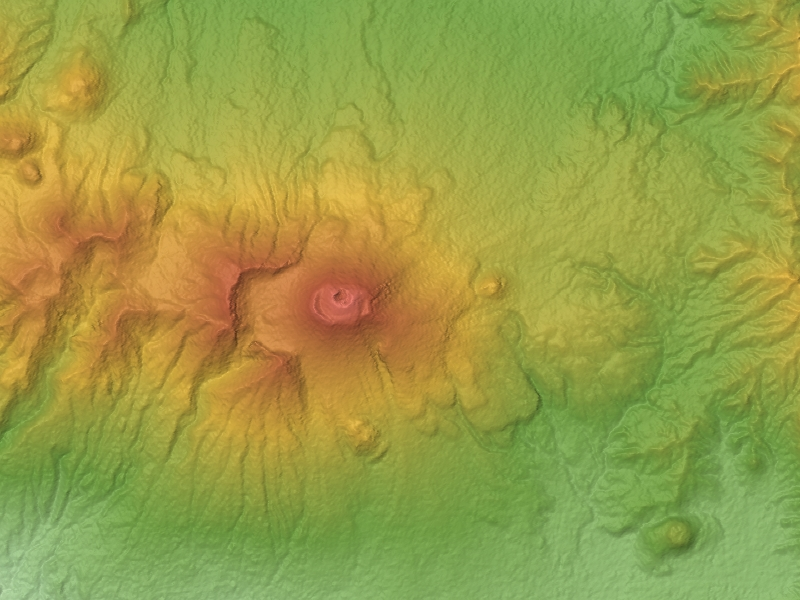
近景。離山位於右下

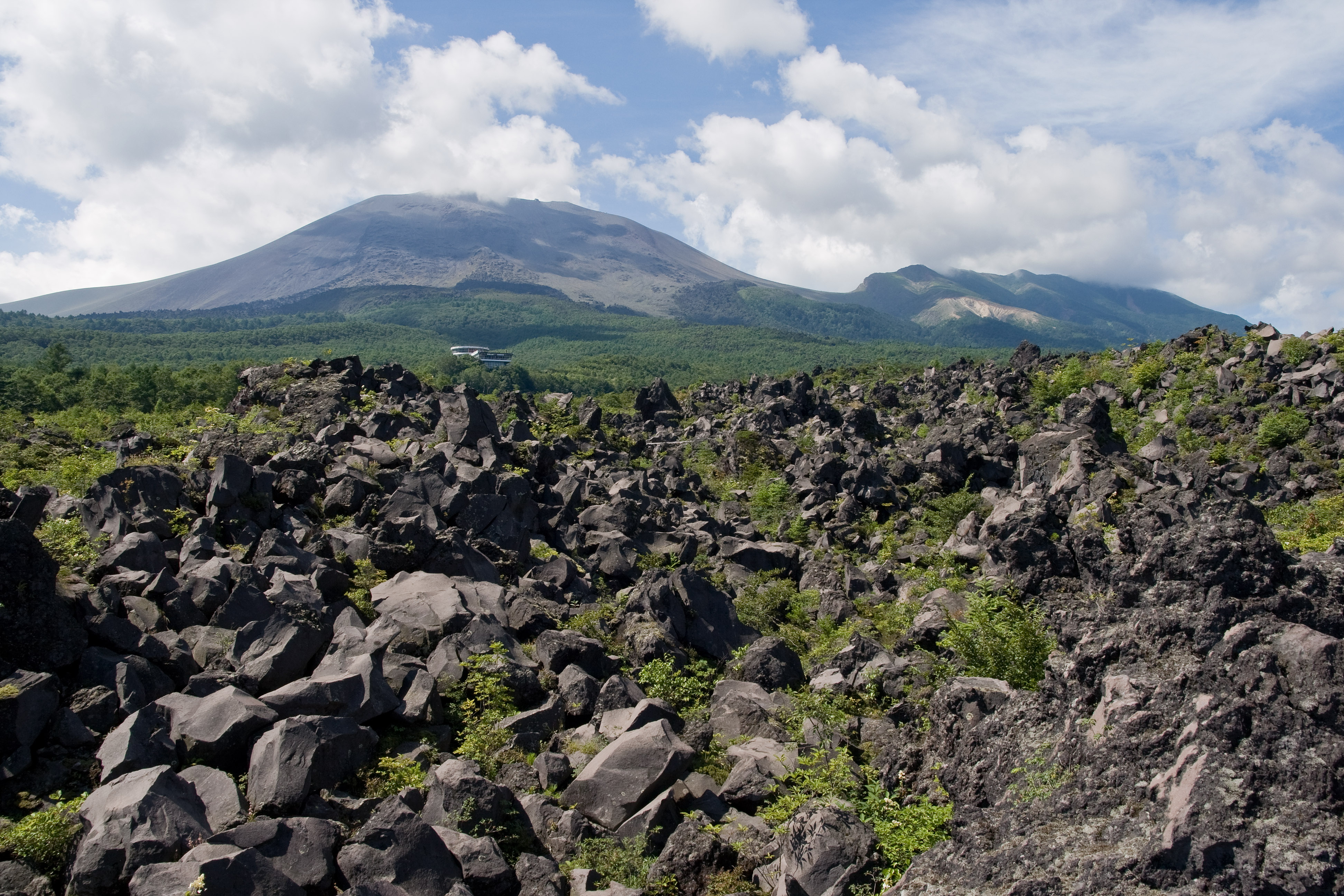
鬼押出望向淺間山

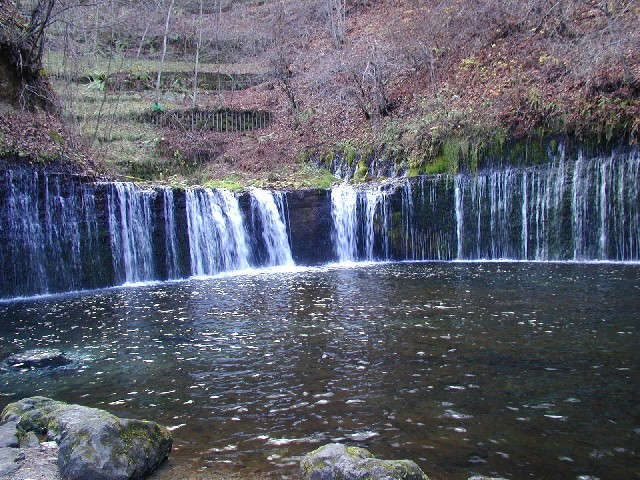
白糸瀑布

- 前掛山 - 中央火口丘、釜山火口（現在的火山口）
- 黑斑山（日语：黒斑山） - 古期成層火山破火山口緣
- 側火山
  - 小淺間山 - 火山穹丘。釜山火口往東3.8公里
  - 離山（日语：離山 (長野県)） - 火山穹丘，相對高度約200公尺，釜山火口往東南方10公里
  - 石尊山 - 前掛山南側中腰的火山穹丘，相對高度約250公尺，釜山火口往西南方3.3公里

#### 其他
淺間山南麓、長野縣側的輕井澤町，與北麓群馬縣側吾妻郡嬬戀村及長野原町北輕井澤都是風光明媚的避暑地。

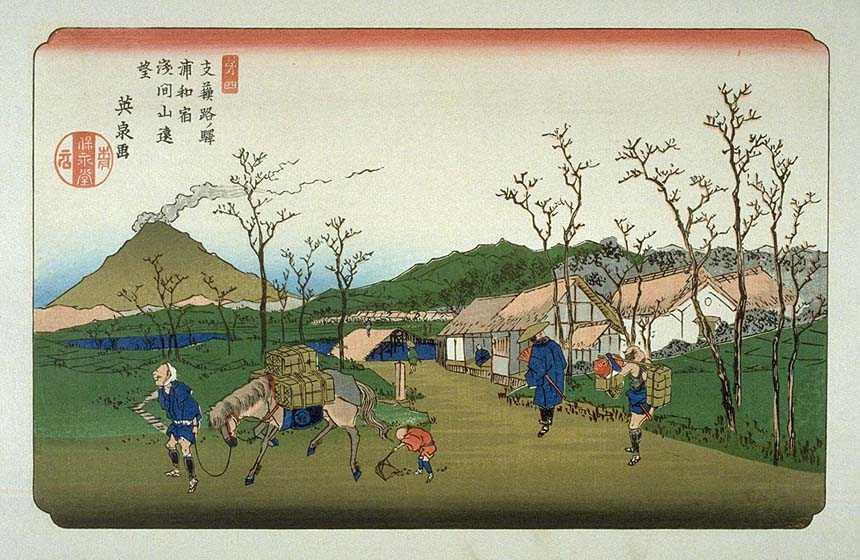
溪齋英泉畫「支蘇路驛 浦和宿淺間山遠望」

- 鬼押出：鬼押出熔岩流遺跡，現有鬼押出園（日语：鬼押出し園）及鬼押出·淺間園（日语：鬼押出し・浅間園）等公園。淺間園內有淺間火山博物館。
- 白糸瀑布（日语：白糸の滝 (軽井沢町)）：湧水來自火山噴發物堆積的岩層。
- 淺間山熔岩樹型：淺間山天明大喷发時，高熱的火碎流包圍樹木燒盡後形成如水井的洞穴。嬬戀村現有數百個樹型，其中約有百個由嬬戀村教育委員會進行維護。樹型小至直徑數十公分、深1公尺，大至直徑2公尺、深5公尺。。1940年（昭和15年）8月30日指定為國家特別天然紀念物。

### 河川
以下發源自此的河川分別流入日本海與太平洋。
- 蛇掘川、濁川（日语：濁川 (長野県)）、湯川等 （千曲川支流）
- 吾妻川（日语：吾妻川）支流 （利根川水系）

## 動植物

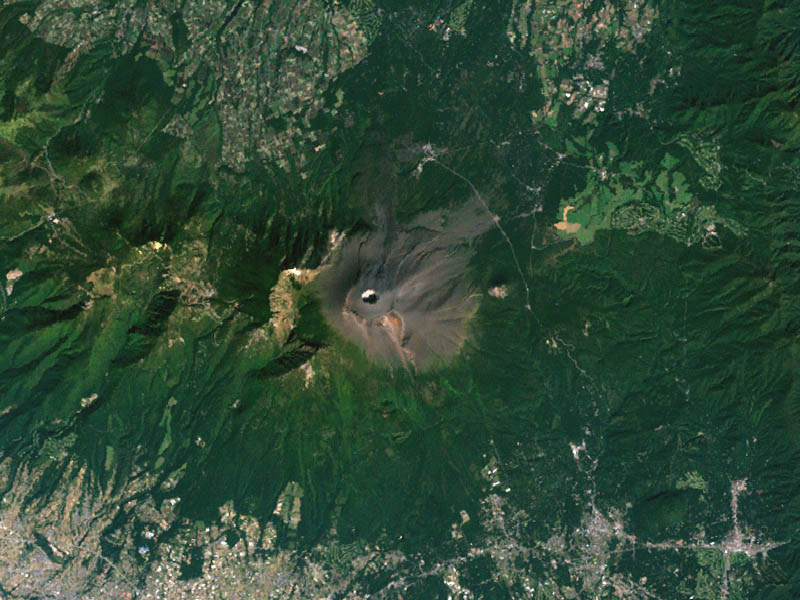
衛星照。火山活動的山頂附近沒有植被生長。

淺間山有白檜曾與大白檜曾等亞高山帶自然植被，周邊則有廣大的日本落葉松天然林。由於是金雕與亞洲黑熊等地生長地，因此被國家指定為淺間鳥獸保護區（大規模生息地）（面積32,218公頃，包含特別保護地區947公頃）。

## 信仰與傳承
「Asama」（あさま，淺間的發音）是火山的古語。與祭祀富士山神祇的淺間神社（せんげんじんじゃ）緣由相同，也與阿蘇山的「Aso」（あそ）語出同系。與其他眾多山岳一樣是山岳信仰的對象，有淺間神社（與一般的淺間神社祭神不同）鎮座。
雪形
淺間山南斜面、北斜面在春季有所謂的雪形出現。當南斜面出現鯉、北斜面出現倒馬（馬頭朝下的樣子）的雪形時，代表要開始準備播秧。

## 登山

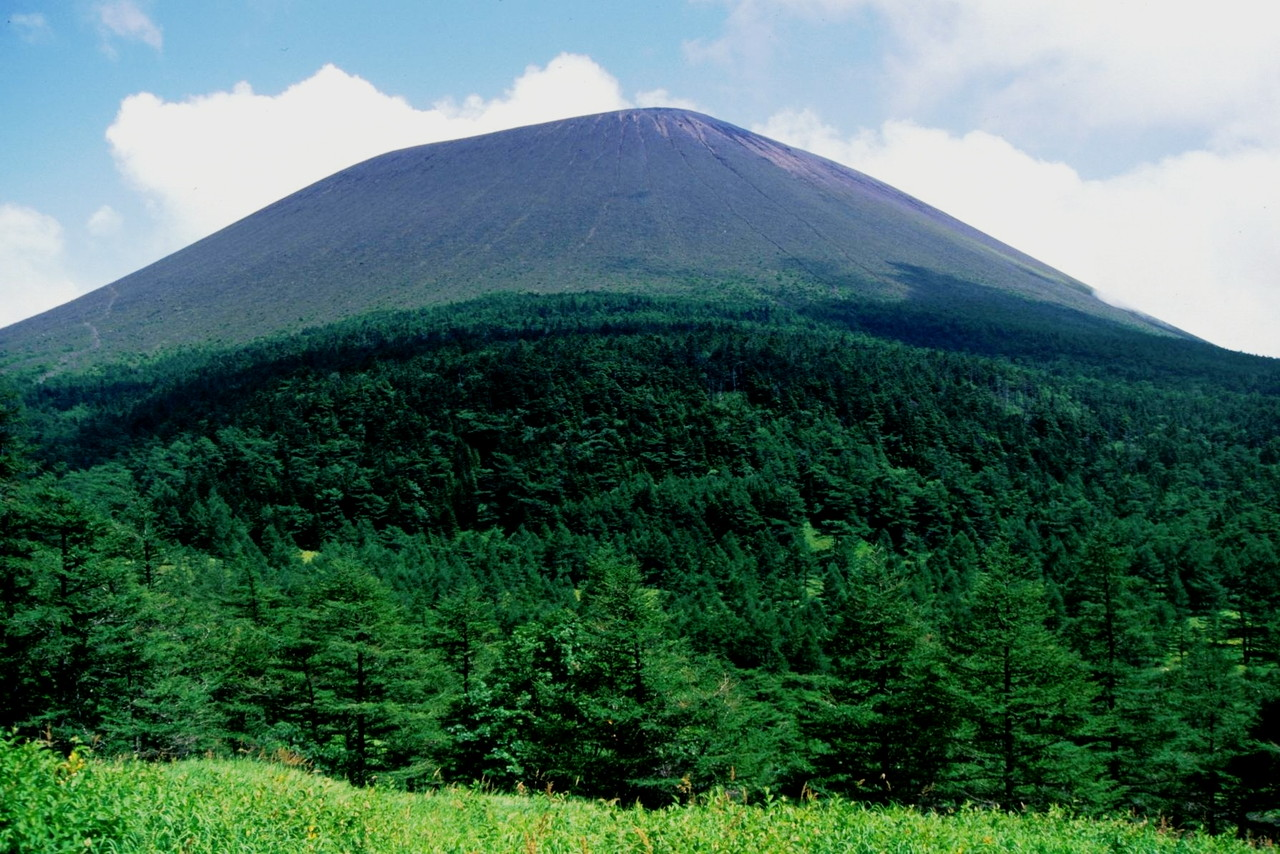
從外輪山的黑斑山方向眺望淺間山

淺間山火山口附近從1972年（昭和47年）開始禁止進入。之後雖然進入沉靜期而解除限制，但地方自治體仍實施登山限制禁止進入火山口周邊。
- 名人登山紀錄
  - 深田久彌於高一的1922年（大正11年）7月登頂[4]。
  - 浩宮（今上天皇）於1966年（昭和41年）8月4日從峰之茶屋登頂[32]。
- 噴火預報從2018年8月30日開始列為「噴火警戒等級1」（留意活火山）[33]。
- 輕井澤口：國道146號線（日语：国道146号）「峰之茶屋」路線。
  - 淺間山火口周邊禁止進入（火山口0.5公里內限制）。
    - 可通往小淺間山、石尊山。
- 小諸口：「黑斑路線、火山館路線」
  - 淺間山火口周邊禁止進入（火山口0.5公里內限制）。
    - 可至前掛山。

※以前有嬬戀恋村經黑斑山的登山道，現在不通。

## 浅间火山博物馆

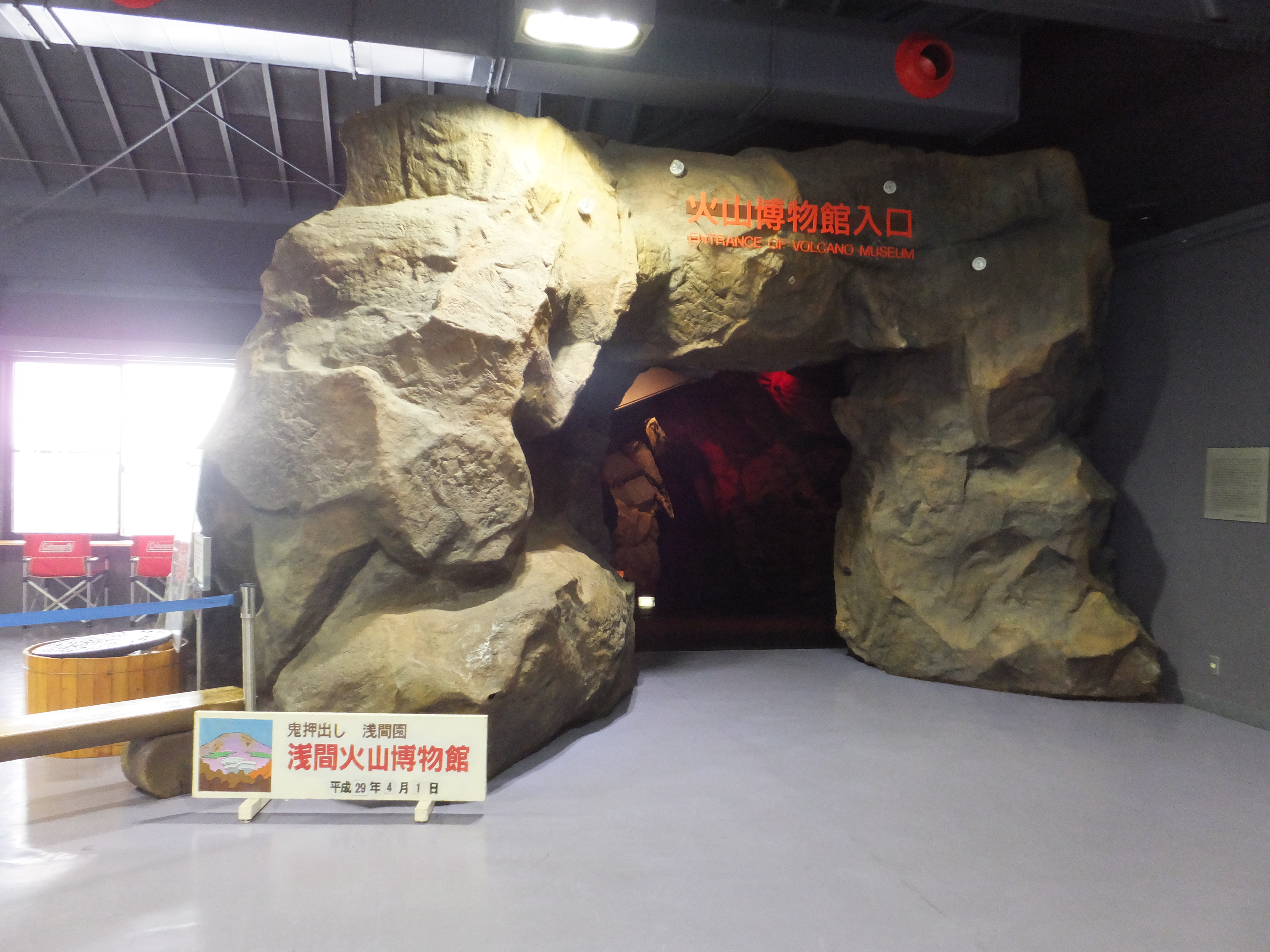
浅间火山博物馆

1967年4月18日建成开馆，位于浅间山北面，1993年7月1日翻新开馆。主要展示浅间山的火山作用历史和周围动植物相关概况。该博物馆于2021年关闭。

## 图片集

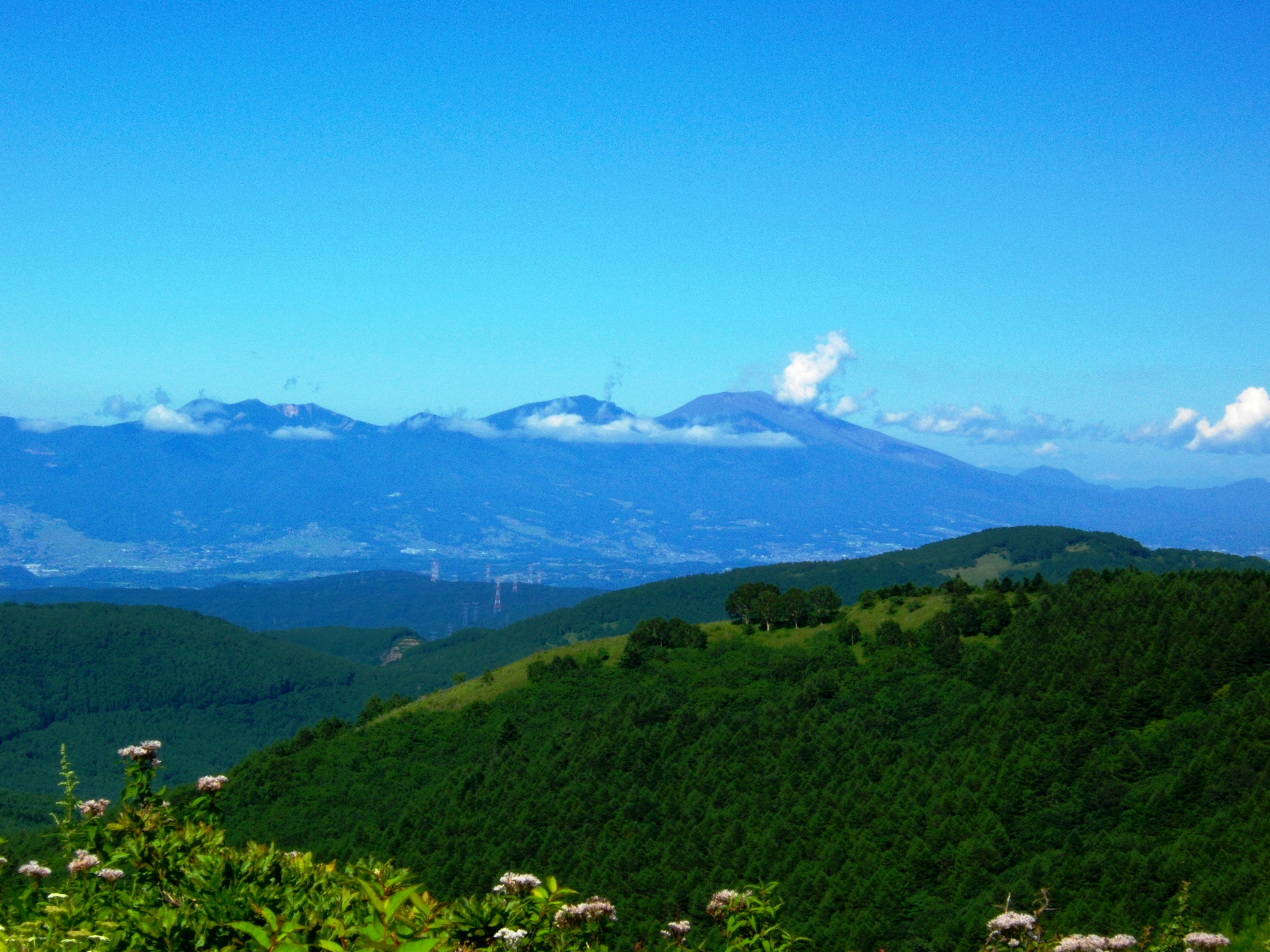
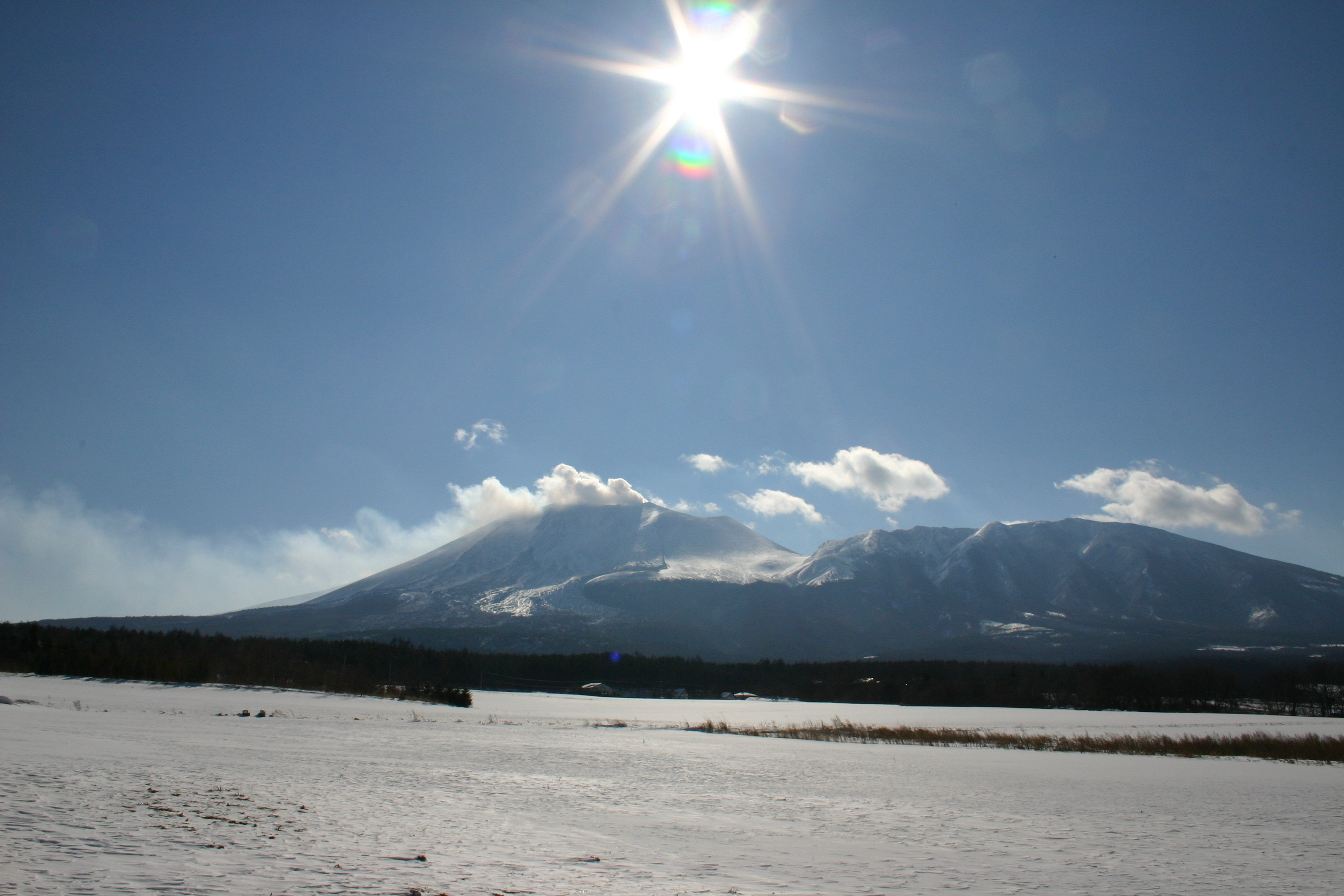
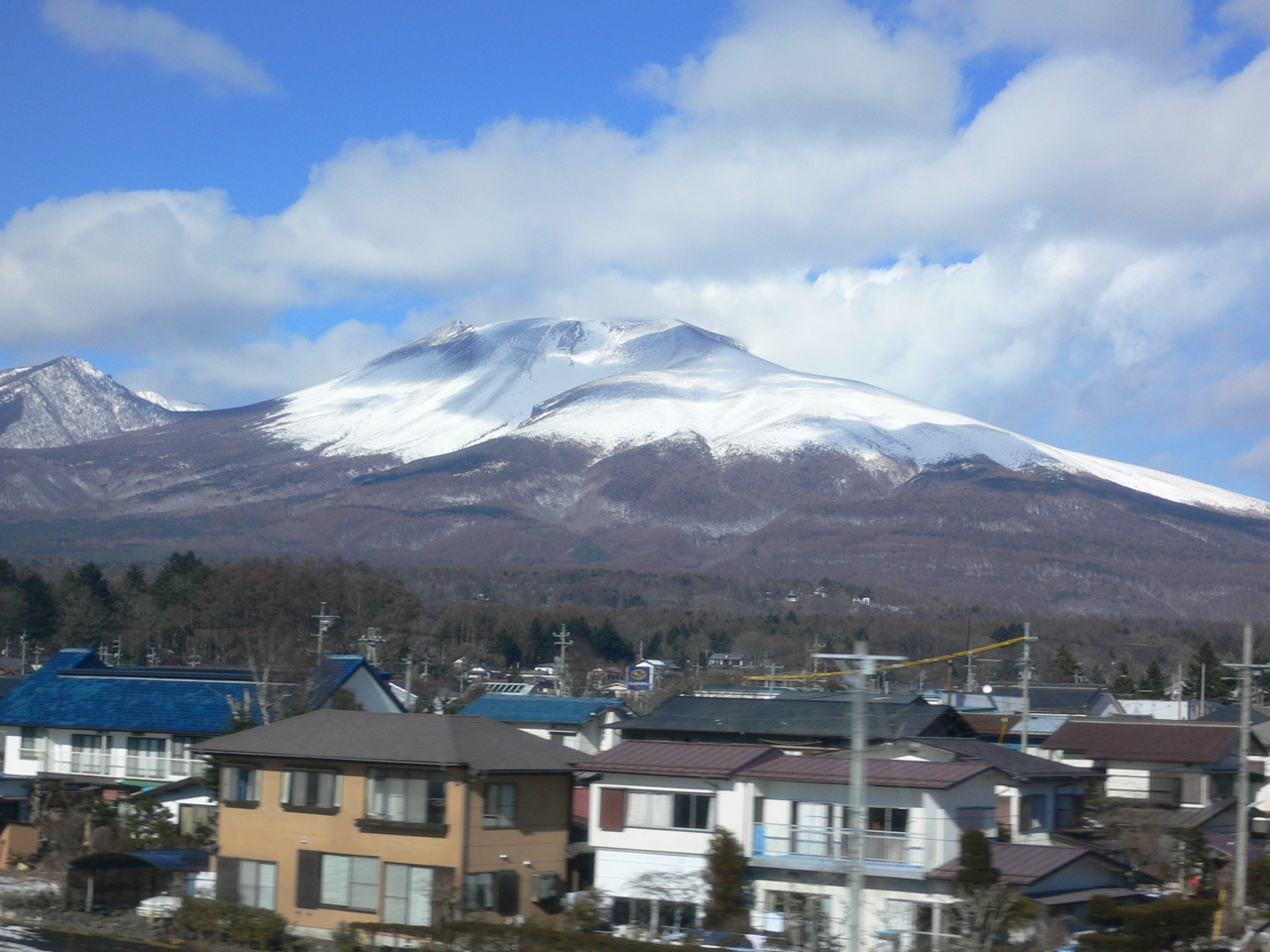
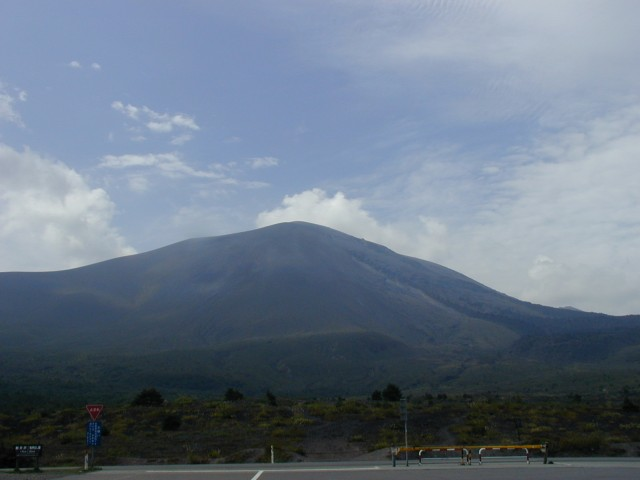
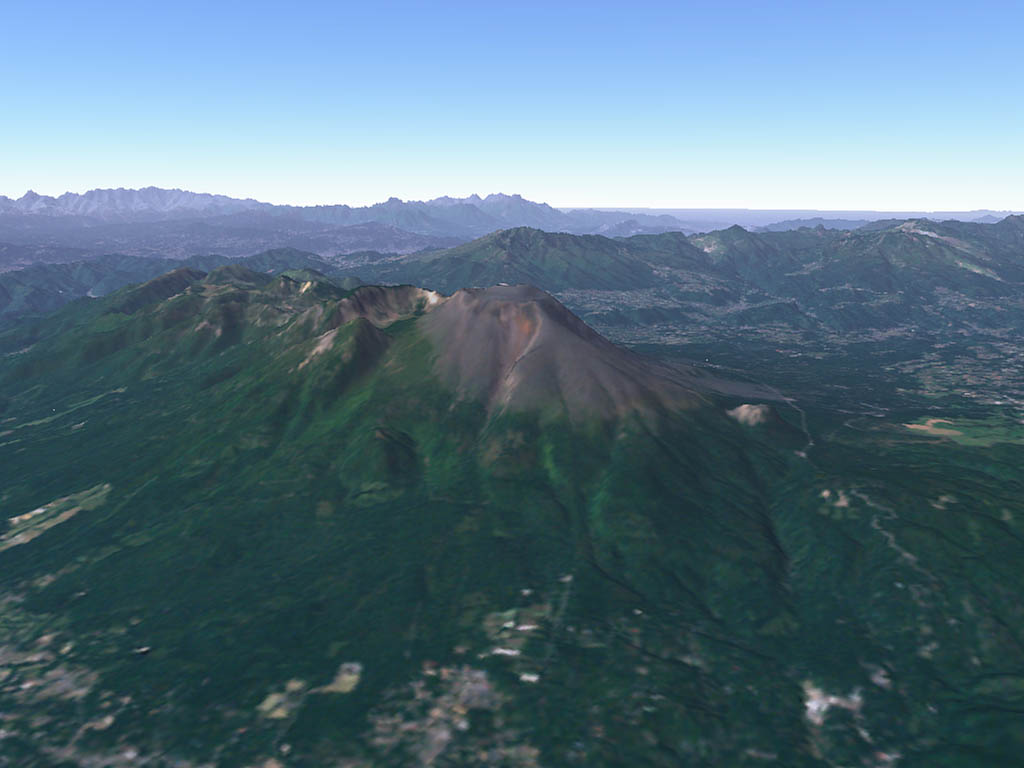
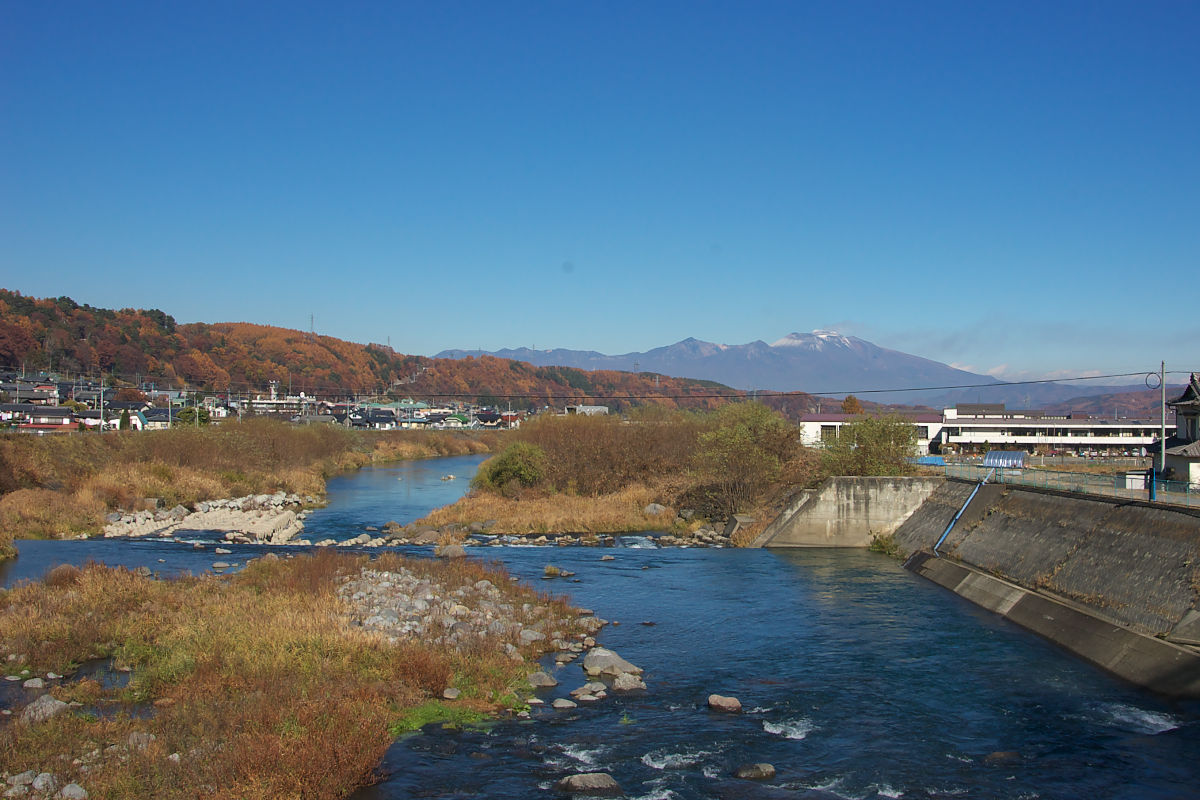

## 備註

### 資料來源
1. ↑  . 國土地理院.   [2011-03-04]. （原始内容存档于2012-05-02）.
2. ↑   (PDF). 氣象廳.   [2016-11-04]. （原始内容存档 (PDF)于2021-12-02）.
3. ↑  . 環境廳.   [2011-03-04]. （原始内容存档于2021-08-07）.
4. 1 2  深田久弥. . 朝日新聞出版. 1982-7: 168–171頁. ISBN 4-02-260871-4.
5. ↑  田中澄江. . 文藝春秋. 1997-6: 259–261頁. ISBN 4-16-352790-7.
6. ↑  . 日本大學文理學部地球系統科學教室.   [2009-03-09]. （原始内容存档于2012-06-30）.
7. ↑  Hidetsugu Yoshida and Toshihiro Sugai. . Geomorphology. 2006, 86 (1-2): 61–72  [2016-11-25].
8. 1 2   (PDF). 產業技術綜合研究所.   [2016-06-21]. （原始内容存档 (PDF)于2021-10-23）.
9. ↑  矢島徹, 高橋正樹, 安井真也, 金丸龍夫、「A2-25 浅間仏岩火山流紋岩質仏岩下部溶岩にみられる変形構造とその成因(火山地質,口頭発表)」 『日本火山学会講演予稿集』 2014年 2014巻 セッションID:A2-25, p.37-, doi:10.18940/vsj.2014.0_37, 日本火山学会
10. ↑  【関東ぐるり わがまち文化遺産】岩神の飛石（前橋）浅間山噴火が生んだご神体 （页面存档备份，存于）『產經新聞』2018年5月4日（東京面）2019年5月21日閲覧。
11. ↑  . 日本大学文理学部地球システム科学教室.   [2009-03-09]. （原始内容存档于2012-07-12）.
12. ↑  浅間火山の地質と形成史の概要 （页面存档备份，存于） 東京大学地震研究所
13. ↑  「浅間山噴火続報」『官報』1889年12月28日（國立國會圖書館數位化資料）
14. ↑  小鹿島果『日本災異志』五月書房、1893年
15. ↑  早川, 由紀夫; 中島, 秀子, , 火山, 1993, 43 (4): 213–221, doi:10.18940/kazan.43.4_213
16. ↑  能登健「古代の災害 4 天仁元年・浅間山噴火」（北原糸子編著『日本災害史』吉川弘文館、 2006年） 62ページ
17. ↑  , 2020-05-20  [2021-09-11], （原始内容存档于2021-12-21）
18. ↑  平山優『増補改訂版 天正壬午之亂 本能寺之變與東國戰國史』戎光祥出版、2015年、P16-17
19. ↑  「浅間山、作暁大爆発 死傷3名 茨城、埼玉まで降灰」『朝日新聞』昭和25年9月24日3面
20. ↑  渡部, 貢,  (PDF), 験震時報 (気象庁): 1–11,   [2021-09-11], （原始内容 (PDF)存档于2021-07-05）
21. ↑  . 防災科學技術研究所. 2004-09-02  [2009-03-10]. （原始内容存档于2022-03-10）.
22. ↑  浅間火山2004年噴火 （页面存档备份，存于） 産業技術総合研究所 地質情報研究部門
23. ↑   (PDF). 気象庁地震火山部 火山監視・情報センター.   [2014-11-04]. （原始内容 (PDF)存档于2022-03-09）.
24. ↑  噴火画像 （页面存档备份，存于）、噴火前後1時間動画 （页面存档备份，存于）、噴火当日24時間動画 （页面存档备份，存于）
25. ↑   (PDF). 気象庁地震火山部 火山監視・情報センター.   [2015-06-17]. （原始内容 (PDF)存档于2022-05-31）.
26. ↑  . 気象庁地震火山部.   [2015-06-20]. （原始内容存档于2022-05-31）.
27. ↑  . 気象庁.   [2019-08-07]. （原始内容存档于2021-12-21）.
28. ↑  . 国土交通省利根川水系砂防事務所.   [2016-11-05]. （原始内容存档于2021-01-13）.
29. ↑   (PDF). 気象庁.   [2016-02-25]. （原始内容存档 (PDF)于2021-11-21）.
30. ↑  . 昭文社. 2010-3: 付属地図. ISBN 978-4398756992.
31. ↑  . 安曇野市・嬬恋村.   [2016-11-05]. （原始内容存档于2020-08-07）.
32. ↑  . 昭文社. 2006-1: 31頁. ISBN 4398200258.
33. ↑  火山登山者向けの情報提供ページ > 火山活動の状況（浅間山） （页面存档备份，存于）気象庁（2019年5月21日閲覧）。
34. ↑  長野原町浅間火山博物館の設置及び管理に関する条例[永久]

## 另見
- 日本百名山
- 日本地質百選
- 上信越高原國立公園
- 天明大喷发
- 淺間號列車
- 淺間號裝甲巡洋艦 - 帝國海軍淺間級裝甲巡洋艦首艦。1899年就役。

## 外部連結
- 淺間山 （页面存档备份，存于） - 氣象廳
- 淺間山火山觀測資料 （页面存档备份，存于） - 氣象廳
- 日本火山 淺間山 （页面存档备份，存于） - 產業技術綜合研究所 地質調査綜合中心